# Roger Hackney
Roger Graham Hackney (* 2. September 1957 in Swansea) ist ein ehemaliger britischer Leichtathlet, der sich auf den Hindernislauf spezialisiert hatte. Er gewann eine Silbermedaille bei Commonwealth Games.

## Sportliche Laufbahn
Der 1,83 Meter große Roger Hackney schied bei den Olympischen Spielen 1980 in Moskau im Zwischenlauf aus, zum Finaleinzug fehlten ihm 1,2 Sekunden. Zwei Jahre später bei den Europameisterschaften 1982 in Athen schied er im Vorlauf aus. Im Oktober 1982 wurde Hackney Vierter bei den Commonwealth Games in Brisbane. 1983 bei den Weltmeisterschaften in Helsinki erreichte Hackney das Finale und belegte in 8:19,38 Minuten den fünften Platz mit weniger als zwei Sekunden Rückstand auf seinen drittplatzierten Landsmann Colin Reitz. Im August 1984 bei den Olympischen Spielen in Los Angeles lief Hackney in 8:27,10 Minuten auf den zehnten Platz, nachdem er sich im Zwischenlauf in 8:20,77 Minuten qualifiziert hatte.
1986 bei den Commonwealth Games in Edinburgh siegte der Kanadier Graeme Fell, der vier Jahre zuvor noch für England angetreten war. Zweiter wurde Hackney für Wales mit 0,66 Sekunden Rückstand vor dem Engländer Colin Reitz. Vier Wochen später bei den Europameisterschaften in Stuttgart lief Hackney  vier Sekunden schneller als in Edinburgh und belegte in 8:20,97 Minuten den achten Rang. Im Jahr darauf belegte Hackney den 14. Platz bei den Weltmeisterschaften in Rom. Im März 1988 erreichte Hackney den 13. Platz bei den Crosslauf-Weltmeisterschaften 1988. Im September bei den Olympischen Spielen in Seoul gab Hackney im Zwischenlauf auf. Anfang 1990 bei den Commonwealth Games 1990 in Auckland wurde Hackney Siebter über 3000 Meter Hindernis und 14. über 5000 Meter.

## Persönliche Bestzeiten
- 3000 Meter Hindernis: 8:18,91 Minuten, 30. Juli 1988, Hechtel
- 3000 Meter: 7:49,47 Minuten, 13. Juli 1984, London
- 5000 Meter: 13:44,04 Minuten, 14. Juni 1986, Cwmbran